# Estação Coronel Rafael Tomas Fernández
A Estação Coronel Rafael Tomas Fernández é uma das estações do Metrô de Santo Domingo, situada em Santo Domingo, entre a Estação Juan Pablo Duarte e a Estação Mauricio Baez. Administrada pela Oficina para el Reordenamiento del Transporte (OPRET), faz parte da Linha 2.
Foi inaugurada em 1º de abril de 2013. Localiza-se no cruzamento da Rodovia V Centenario com a Avenida San Martin.